# 罗兰鬼线
罗兰鬼线（英語：Rowland ghosts）是一种衍射光栅本身的缺陷导致其衍射光谱中出现的错误谱线。在刻制光栅时，机械仪器的不理想性使得所刻光栅的刻痕的实际位置存在一个周期性的误差，導致一種漫散射現象，从而导致衍射光谱中谱线的分布发生变化。这一现象最早由Quincke于1872年发现，Rowland首先给出了理论解释。